# 池の台 (つくば市)
池の台（いけのだい）は茨城県つくば市の地名。1980年10月1日現在の昭和55年度国勢調査による人口は0人）。郵便番号は2番地のみ305-0901。その他は300-1240。

## 地理
つくば市の南部に位置し、筑波研究学園都市研究学園地区に属する。全域が農業・食品産業技術総合研究機構畜産草地研究所（1979年〔昭和54年〕当地に設立）となっている。
東は大井、西・北は高野台、南は菅間と接している。

## 歴史

### 沿革
- 1974年（昭和49年） - 土地区画整理事業により成立。稲敷郡茎崎村池の台となる。[4]
- 1977年（昭和52年） - 下横場・谷田部・若栗・菅間の一部を編入[4]。
- 1983年（昭和58年）1月1日 - 茎崎村の町制施行により稲敷郡茎崎町池の台となる。
- 2002年（平成14年）11月1日 - 茎崎町がつくば市に編入され、つくば市池の台となる。

### 町名の変遷
| 実施後 | 実施年月日                 | 実施前（各町名ともその一部） |
| ------ | -------------------------- | --- |
| 池の台 | 1974年（昭和49年）11月22日 | 大字市野台字長峰、大字下横場字中山・字羽抜谷、大字館野字高野山 |
| 池の台 | 1977年（昭和52年）7月22日  | 大字下横場字鷹野、大字谷田部字鷹野原、大字若栗字長峰・字熊谷、大字菅間字箕輪・字みの巳・字後谷ツ・字む称古へ・字む称こへ・字才かち久保・字皁莢久保・字皁莢窪・字出口山 |